# Tiruvethipuram
Tiruvethipuram é uma cidade e um município no distrito de Tiruvanamalai, no estado indiano de Tamil Nadu.

## Demografia
Segundo o censo de 2001,  Tiruvethipuram  tinha uma população de 35,172 habitantes. Os indivíduos do sexo masculino constituem 50% da população e os do sexo feminino 50%. Tiruvethipuram tem uma taxa de literacia de 74%, superior à média nacional de 59.5%: a literacia no sexo masculino é de 81% e no sexo feminino é de 66%. Em Tiruvethipuram, 10% da população está abaixo dos 6 anos de idade.